# Сэнди Ви
Сэнди Жюльен Вильгельм (фр. Sandy Julien Wilhelm; род. 22 апреля 1975 года, Тулуза, Окситания, Франция), более известный как Сэнди Ви — французский музыкальный продюсер, диджей и автор песен. Он получил широкое коммерческое и критическое признание благодаря совместному продюсированию песен Рианны «Only Girl (In the World)», Кэти Перри «Firework» и восьми песен с альбома Дэвида Гетты «One Love». Изначально он играл на бас-гитаре в различных джазовых, рок- и панк-группах, прежде чем попасть на андеграундную диджейскую сцену во Франции. В настоящее время он проживает в Нью-Йорке.
Сэнди Ви получил премию «Грэмми» в номинации «Лучшая танцевальная запись» в 2011 году за песню Рианны «Only Girl (In the World)». Он также был номинирован в категории «Альбом года» за альбом Кэти Перри «Teenage Dream».

## Ранний успех
Ви был диджеем на вечеринке Fuck Me I’m Famous в клубе Pacha Ibiza, когда Дэвид Гетта подошёл к нему после сета и сказал, как ему нравится его трек Bleep. Два продюсера подружились и отправились в студию, чтобы записать песню, которая впоследствии стала «On The Dancefloor» для will.i.am. Однако, по словам Ви, «мы обнаружили, что не только хорошо работаем вместе, но и работаем быстро... Мы решили, что нет причин останавливаться, поэтому просто продолжили». Это привело к тому, что Ви стал сопродюсером восьми песен для всемирно известного альбома Гетты One Love.

## Работы
После успеха One Love Ви стал востребованным именем в поп-продюсерских кругах. Сэнди продолжил работать с норвежским продюсерским дуэтом Stargate, с которым Сэнди описал их первую встречу в 2009 году так: «Я сыграл им несколько песен, над которыми тогда работал, и они пришли в восторг от одной из них... поэтому мы работали вместе и закончили её». Первый трек, над которым работала группа, в итоге был записан Шоном Кингстоном.
Stargate и Ви продолжили работать вместе, продюсируя хиты для Кэти Перри («Firework»), Рианны («Only Girl (In the World)», «S&M»), Ни-Йо («Beautiful Monster»), Бритни Спирс («Selfish») и многих других. В настоящее время Сэнди живет в Нью-Йорке, где с тех пор его продюсерская деятельность многократно возросла, включая участие в записях таких исполнителей, как Тайо Крус, Pitbull, Селена Гомес и Никки Уильямс.

## Синглы, занявшие первое место
2009: David Guetta feat. Akon — «Sexy Bitch»
2010: Rihanna — «Only Girl (In the World)»
2010: Katy Perry — «Firework»
2011: Rihanna — «S&M»

## Номинации и награды «Грэмми»
2011: Премия «Грэмми» за лучшую танцевальную запись, Рианна — «Only Girl (In the World)» (Победитель)
2012: Премия «Грэмми» за лучшую запись года, Кэти Перри — «Firework» (Номинант)
2012: Премия «Грэмми» за лучший альбом года, Рианна — «Loud» (Номинант)
2012: Премия «Грэмми» за лучший танцевальный/электронный альбом, Дэвид Гетта — «Nothing but the Beat» (Номинант)

## Дискография и написание песен
| Год  | Исполнитель              | Альбом                 | Песня                             |
| ---- | ------------------------ | ---------------------- | --------------------------------- |
| 2009 | Дэвид Гетта              | One Love               | «Gettin’ Over»                    |
| 2009 | Дэвид Гетта              | One Love               | «Sexy Bitch»                      |
| 2009 | Дэвид Гетта              | One Love               | «On the Dancefloor»               |
| 2009 | Дэвид Гетта              | One Love               | «Missing You»                     |
| 2009 | Дэвид Гетта              | One Love               | «One Love»                        |
| 2009 | Дэвид Гетта              | One Love               | «I Wanna Go Crazy»                |
| 2009 | Дэвид Гетта              | One Love               | «If We Ever»                      |
| 2010 | Тайо Крус                | Rokstarr               | «Higher»                          |
| 2010 | Кэти Перри               | Teenage Dream          | «Firework»                        |
| 2010 | Эйкон                    | Stadium                | «Angel»                           |
| 2010 | Рианна                   | Loud                   | «S&M»                             |
| 2010 | Рианна                   | Loud                   | «Only Girl (In the World)»        |
| 2010 | Ни-Йо                    | Libra Scale            | «Beautiful Monster»               |
| 2010 | Шон Кингстон             | Сингл                  | «Party All Night (Sleep All Day)» |
| 2010 | Келли Роуленд            | Here I Am              | «Commander»                       |
| 2010 | Pitbull (feat. T-Pain)   | Planet Pit             | «Hey Baby (Drop It to the Floor)» |
| 2011 | Алексис Джордан          | Alexis Jordan          | «Good Girl»                       |
| 2011 | Алексис Джордан          | Alexis Jordan          | «Hush Hush»                       |
| 2011 | Николь Шерзингер         | Killer Love            | «Wet»                             |
| 2011 | Бритни Спирс             | Femme Fatale           | «Selfish»                         |
| 2011 | Дэвид Гетта              | Nothing but the Beat   | «Where Them Girls At»             |
| 2011 | Белла                    | Сингл                  | «Nobody Loves Me»                 |
| 2011 | Selena Gomez & the Scene | When the Sun Goes Down | «Middle of Nowhere»               |
| 2011 | Леона Льюис              | Сингл                  | «Collide»                         |
| 2013 | Николь Шерзингер         | Сингл                  | «Boomerang»                       |
| 2013 | Никки Уильямс            | Сингл                  | «Glowing»                         |
| 2013 | Пиа Тоскано              | Сингл                  | «Make You A Man»                  |
| 2014 | Энрике Иглесиас          | Sex + Love             | «Physical»                        |
| 2014 | Энрике Иглесиас          | Sex + Love             | «3 Letters»                       |